# Эрих I (герцог Саксен-Лауэнбурга)
Эрих I (1280 — 1359, Нинбург) — герцог Саксонии в 1282—1296 годах (совместно с братьями Альбрехтом III и Иоганном II и дядей Альбрехтом II), герцог Саксен-Лауэнбурга в 1296—1303 годах (совместно с братьями Альбрехтом III и Иоганном II), герцог Саксен-Бергедорф-Лауэнбурга в 1303—1321 годах и герцог Саксен-Ратцебург-Лауэнбурга в 1321—1338 годах.

## Жизнь
Отец Эриха III, Иоганн I, в 1282 году отрёкся в пользу трёх своих сыновей, Альбрехта III, Эриха I и Иоганна II. Поскольку они все были несовершеннолетними, их дядя, Альбрехт II, стал регентом племянников. Когда Эрих I и его братья достигли совершеннолетия, они разделили герцогство между собой. Последний документ, в котором братья и их дядя Альбрехт II упоминаются как саксонские герцоги, датируется 1295 годом.
Разделение Саксонии на Саксен-Лауэнбург, совместно управляемый Эрихом I и его братьями, и Саксен-Виттенберг, управляемый их дядей Альбрехтом II, состоялось до 20 сентября 1296 года, когда Вирланд, Садельбанд (земля Лауэнбург), земля Ратцебург, земля Дарзинга (позже Амт-Нойхаус) и земля Хадельн упоминаются как отдельные территории братьев. Альбрехт II получил Саксен-Виттенберг вокруг одноименного города и Бельциг.
Эрих I и его братья сначала совместно управляли Саксен-Лауэнбургом, прежде чем разделить его на три части, в то время как эксклав Хадельн оставался совместно управляемой территорией. В 1308 году Эрих I унаследовал часть земель бездетного Альбрехта III, Саксен-Ратцебурга, в то время как его вдова Маргарита Бранденбургская сохранила за собой оставшуюся часть. После её смерти в 1315 году Эрих I также получил и эти земли. Другой его брат, Иоганн II тогда претендовал на часть территорий. В 1321 году Эрих передал Бергедорф (включая Виерланд) Иоганну II, чьи земли с того момента стали называться Саксен-Бергедорф-Мёльн, а Эрих стал известен как герцог Саксен-Ратцебург-Лауэнбурга.
В 1338 году Эрих I отрёкся в пользу своего сына Эриха II. В ходе вражды между Эрихом II и соседним герцогством Брауншвейг-Люненбург войска противника выгнали Эриха I из его замка Рипенбург в Кирхвердере (современный район Бергедорф, Гамбург). Он умер в изгнании у своей внучки Ютты в столице Нинбурге в графстве Хойя.

## Брак и дети
В 1316 или 1318 году Эрих I женился на Елизавете (1291 — после 16 октября 1349), дочери Богуслава IV, герцога Померании. Их дети:
- Эрих II (1318/1320 — 1368), герцог Саксен-Лауэнбурга
- Иоганн (? — 1372), князь-епископ Каммина в 1344—1372 годах
- Елена (? — после 1354), замужем за Иоганном II, графом Хойи
- Ютта (? — после 1354), замужем за Герхардтом III Хойя-Нинбургским